# Dzhankoy (huyện)
Huyện Dzhankoy (tiếng Ukraina: Джанкойський район, chuyển tự: Dzhankoys’kyi raion) là một huyện của Krym. Huyện Dzhankoy có diện tích 2667 km², dân số theo điều tra dân số ngày 5 tháng 12 năm 2001 là 81990 người với mật độ 31 người/km2. Trung tâm huyện nằm ở Dzhankoi.